# بخش مرکزی شهرستان خواف
بخش مرکزی شهرستان خواف؛ نام یکی از بخش‌های شهرستان خواف در استان خراسان رضوی ایران است. بنابر سرشماری مرکز آمار ایران، جمعیت بخش مرکزی شهرستان خواف در سال ۱۳۹۵ برابر با ۵۲٬۸۹۹ نفر بوده‌است.

## تقسیمات کشوری
- بخش مرکزی شهرستان خواف
  - دهستان نشتیفان
  - دهستان میان‌خواف

شهرها: خواف، نشتیفان